# Cees Cuijten
Cees Cuijten (30 maart 1913 - Nijmegen, 7 oktober 1957) was een Nederlands profvoetballer.
Hij speelde vanaf zijn achttiende gedurende 23 seizoenen bij N.E.C., met name als vleugelverdediger. In 1936 promoveerde hij met de Nijmeegse club naar de eerste klasse; drie jaar later wonnen ze het Oostelijk kampioenschap. Ook in 1946 en 1947 vierde hij met zijn club het Oostelijk kampioenschap.
Cuijten stond bekend als bikkelhard en schopte zijn tegenstander regelmatig uit de wedstrijd. In zijn laatste seizoenen, waarin hij als voorstopper speelde, maakte hij nog net het begin mee van het profvoetbal. Op 20 maart 1955, hij was toen 41 jaar oud, brak hij in de thuiswedstrijd tegen Alkmaar '54 zijn middenvoetsbeen. Deze blessure betekende het eind van zijn voetbalcarrière.
Op 7 oktober 1957 overleed Cuijten na een verkeersongeval, waarbij zijn vrouw en zijn 13-jarige zoon ernstig gewond raakten.
* statistieken alleen sinds de invoering van het profvoetbal in 1954